# Pollyanna McIntosh
Pollyanna McIntosh (Edimburgo, 15 de março de 1979) é uma modelo e atriz escocesa conhecida por seus papéis nos filmes Exame (2009), A Mulher (2011), A Sujeira (2013), Vamos Presa (2014) e a primeira temporada do seriado de Joe R. Lansdale Hap e Leonard (2016) e um papel recorrente na sétima temporada de The Walking Dead (2017).

## Biografia
Pollyanna McIntosh estreou como atriz com dezesseis anos, que aparece em Londres, independente de cinema e teatro como atriz e diretora. Em 2004 mudou-se para Los Angeles e dirigido a fase de produção de The Woolgatherer com Anne Dudek e Dyan David Fisher. Em 2005, ela recebeu seu primeiro papel no cinema Headspace. Em 2009 atuou no Exame de Stuart Hazeldine e foi nomeada para Melhor Trabalho de um Estreante no BAFTA Awards e o Raindance Prêmio no British Independent Film Awards. Em 2011 foi escalada para o filme A Mulher que ela foi indicada para Melhor Atriz no Fangoria Chainsaw Awards. Recentemente, ela foi escalado como Anjo no SundanceTV série de Hap e Leonard e como Jadis em um papel recorrente em The Walking Dead.
McIntosh também segue uma carreira na moda.
Foi casada com o ator Grant Show entre 2004 e 2011.

## Filmografia
| Ano  | Título                       | Função              | Notas                 |
| ---- | ---------------------------- | ------------------- | --------------------- |
| 2005 | Headspace                    | Stacy               |                       |
| 2007 | 9 Vida de Mara               | Mara/Maria          |                       |
| 2007 | O sexo e a Morte de 101      | Tambor (#64)        |                       |
| 2009 | Todas As Idades Noite        | Varela              |                       |
| 2009 | Exame                        | Morena              |                       |
| 2009 | Terra dos Perdidos           | Pakuni Mulher       |                       |
| 2009 | Descendência                 | A Mulher            |                       |
| 2010 | Burke & Hare                 | Maria               |                       |
| 2011 | A Mulher                     | A Mulher            | Sequela Prole         |
| 2012 | Eu                           | Catherine           |                       |
| 2012 | O Famoso Joe Projeto         | Nova                |                       |
| 2012 | Prevertere                   |                     |                       |
| 2012 | Carlos derrama o Feijão      | Garota Quente       |                       |
| 2013 | Sonho Azul                   | Amanda              |                       |
| 2013 | Ruído Matéria                | Rosa                |                       |
| 2013 | Amor Eterno                  | Naomi Clarke        |                       |
| 2013 | Sujeira                      | Tamanho Queen       |                       |
| 2013 | Como Quem Não Quiere La Cosa | A Senhora Terrier   |                       |
| 2014 | Deixe-Nos Presas             | O PC. Rachel Heggie |                       |
| 2014 | Colonos Brancos              | Sarah               |                       |
| 2015 | Contos do dia das bruxas     | Bobbie              | segmento: "Ding Dong" |
| 2016 | Nativo                       | As filmagens        |                       |

### Vídeo games
| Ano       | Título                         | Função                   | Notas                                                                          |
| --------- | ------------------------------ | ------------------------ | ------------------------------------------------------------------------------ |
| 2007      | Morcegos: Colheita Humana      | Katya Zemanova           | Filme para TV                                                                  |
| 2009      | Taggart                        | Morag Shearer            | 1 episódio: "a Frio"Leitor de                                                  |
| 2011      | Dani Casa                      | Mistério Astronauta      | 1 episódio: "Um Pequeno Passo para Sam"                                        |
| 2012      | Clube Do Livro                 | Sexy Estudante De Yoga   | 1 episódio: "Clube do Livro Lê... 'Cougar Encantamentos' por Del Mari Fuentes" |
| 2013      | Waterloo Road                  | Olivia McAllister        | 1 episódio: "Bad Boy"                                                          |
| 2013      | Bob Servo Independente         | Philippa Edwards         | 5 episódios                                                                    |
| 2013      | Acidente                       | Geórgia Bates            | 1 episódio: "de Cabeceira Maneiras"                                            |
| 2013      | M. I. Alta                     | Crime Minster/Jenny Lane | 13 episódios                                                                   |
| 2016      | Hap e Leonard                  | Anjo                     | 6 episódios                                                                    |
| 2017-2018 | The Walking Dead               | Jadis/Anne               | Recorrente (Temporada 7) Também estrelando (Temporada 8-9)                     |
| 2021      | The Walking Dead: World Beyond | Jadis/ Anne              | Principal (Temporada 2)                                                        |

| Ano  | Título           | Função | Notas |
| ---- | ---------------- | ------ | ----- |
| 2011 | Inferno de Dante | Bella  | Voz   |